# 嵇醒
嵇醒（1930年—），男，江苏常熟人，中国固体力学家、教育家，曾任西安交通大学教授、博士生导师。